# فرودگاه بین‌المللی تانزویل
فرودگاه بین‌المللی تانزویل  (به انگلیسی: Townsville International Airport) (به زبان عامیانه: Garbutt Airport) یک فرودگاه نظامی و همگانی مسافربری با کد یاتا TSV است که یک باند فرود آسفالت دارد و طول باند آن ۲۴۳۸ متر است. این فرودگاه در کشور استرالیا و در بندر تانزویل قرار دارد و در ارتفاع ۵ متری از سطح دریا واقع شده‌است.

## شرکت‌های هواپیمایی و مقصدهای پروازی

### مسافری
| شرکت‌های هواپیمایی                      | مقصدهای پروازی | Refs |
| -------------------------------------- | --- | ---- |
| ایر نیوگینی                            | جکسنز |      |
| ایرنورث                                | داروین، Toowoomba                                                                                                  |      |
| الیانس ایرلاینز                        | Mining charter: کنز، Cannington Mine، Century Mine، کلونکاری, Lawn Hill, ماونت آیزیا, Phosphate Hill Mine          |      |
| Hinterland Aviation                    | پام آیلند |      |
| جتگو استرالیا                          | گولد کوست، راکهمپتون Mining charter: بریزبن، Osborne                                                               |      |
| جت‌استار                                | بریزبن، انگوراه رای، ملبورن، سیدنی                                                                                 |      |
| کانتاس                                 | بریزبن |      |
| کانتاس‌لینک اجرا توسط سان‌استیت ایرلاینز | بریزبن، کنز، کلونکاری، گلدستون، مکی، مورانباه، ماونت آیزیا، راکهمپتون                                              |      |
| کانتاس‌لینک اجرا توسط Cobham            | بریزبن |      |
| رجیونال اکسپرس ایرلاینز                | کنز، Hughenden، Julia Creek، لانگریچ، ماونت آیزیا، ریچموند، ونتون Mining charter: Osborne, Mount Dore, Selwyn Mine |      |
| Tigerair Australia                     | ملبورن |      |
| ویرجین استرالیا                        | بریزبن، سیدنی |      |

### باری
| شرکت‌های هواپیمایی        | مقصدهای پروازی                     |
| ------------------------ | ---------------------------------- |
| Australian air Express   | بریزبن، کنز                        |
| HeavyLift Cargo Airlines | داروین، هونیارا (defence charters) |
| Toll Priority            | سیدنی                              |